# Stadion Juliska
Stadion Juliska je višenamjenski stadion u Pragu, u Češkoj. Kapacitet stadiona 8150 mijesta sjedećih.
Najčešće se koristi za odigravanje nogometnih utakmica, a na njemu svoje domaće utakmice igra FK Dukla. Koristi se i za atletska natjecanja, uključujući i Memorijal Josefa Odložila.

## Povijest
Na stadionu je 10. srpnja 1960., u Mitropa kupu, svoju prvu domaću utakmicu odigrala FK Dukla Prag. Pred 10.000 gledatelja, Dukla je pobijedila Wiener SK 2-1, golovima Rudolfa Kučere i Jiříja Sůre.   
Godine 1997. FK Dukla Prag napustila je stadion nakon 49 godina igranja u Pragu. Prenamjena stadiona završila je 2001. i stajala je 28 milijuna čeških kruna. 
Dana 29. srpnja 2011., na stadionu je prvi put nakon 1. lipnja 1994. održana utakmica visoke klase. Bila je to prva utakmica sezona 2011./12. Gambrinus lige. Igrala je FK Dukla protiv SK Sigme Olomuc, a utakmica je završila rezultatom 0:0.

## Vanjske poveznice
|  | Zajednički poslužitelj ima još gradiva o temi Stadion Juliska |

- Information at Dukla Prague website
- Stadium profile at vysledky.cz